# San Martín (kommun i Colombia, Meta, lat 3,70, long -73,70)
San Martín är en kommun i Colombia.   Den ligger i departementet Meta, i den centrala delen av landet, 110 km söder om huvudstaden Bogotá. Antalet invånare är 21 350. Arean är 5 959 kvadratkilometer.
Terrängen i San Martín är varierad.